# Здравствена заштита избеглица у Канади
Здравствена заштита избеглица у Канади је један од облика здравственог истема Канаде који се заснива на пружању организованих здравствених услуга избеглицама и подносиоцима захтева за статус избеглице. Током 2009. године, здравствени истраживачи у Канади идентификовали су посебне медицинске потребе и здравствену рањивости међу популацијама избеглица. У поређењу са другим имигрантима у Канади, они пријављују много више физичких, емоционалних и стоматолошких проблема, у поређењу са онима рођеним у Канади, и имају већу стопу инфекција и хроничних болести које се могу лечити и/или спречити.
Према законским прописима усвојеним 1957. године Канада савезна влада је одговорна за пружање здравствене заштите избеглицама, која је усклађена према међународном праву, по коме је Канадс у складу са људским правима дужна да призна право на здравље за све групе становништва на њеној територији, укључујући избеглице.
Право на здравље

## Међународно право
Концепт „права на здравље“ је препознат у бројним међународним инструментима о правима чији је Канада потписница. Први пут је артикулисано у Уставу Светске здравствене организације из 1946. године као
 „право на уживање највишег достижног стандарда физичког и менталног здравља.“
Члан 25. Универзалне декларације о људским правима из 1948. године такође помиње право на здравље као део права на адекватан животни стандард.
Неки међународни инструменти о људским правима признају право на здравље, кроз опште прописе, а други кроз заштиту права специфичних група као што су жене или деца.
Године 1966. године, право на здравље признато је као људско право у члану 12 Међународног пакта о економским, социјалним и културним правима (ИЦЕСЦР), који намеће обавезу државама потписницама Пакта да створе „услове који би осигурали све медицинске услуге и медицинску помоћ у случају болести“.

## Канадско право
Канадска повеља о правима и слободама не укључује никакву изричиту заштиту права на здравље. Канадска влада је често на суду тврдила да су социјална и економска права — укључујући право на здравље — само „циљеви политике“ који не подлежу судској интервенцији.
Комитет ИЦЕСЦР је изразио забринутост због непоштовања ових међународних обавеза Канаде. Он тврди да су такви поднесци некомпатибилни са обавезама Канаде да обезбеди правне лекове за кршење права из Пакта у домаћем закону.

### Неједнакост у збрињавању избеглица
Избеглице у Канади суочавају се са бројним препрекама за здравствену заштиту, као што су празнине у знању о потребама здравствене заштите, које иницијативе и политике јавног здравља не могу увек узети у обзир. Имигранти и избеглице су међу групама које су највише изложене ризику од негативних здравствених ефеката који су резултат сталних здравствених диспаритета ; разлике у раси, социоекономском статусу, приходима, статусу држављанства и другим друштвеним факторима додатно погоршавају неједнакости у здравственој заштити. У поређењу са имигрантима, избеглицама је често потребна додатна здравствена заштита због претходних услова у земљама порекла.
Закон о имиграционом систему о заштити Канаде из 2012. формирао је вишестепени систем који је класификовао избеглице и раздвојио бригу на основу ових класификација.  Различити нивои неге су били обезбеђени избеглицама на основу матичне земље сваке избеглице и других фактора.  Закон је такође смањио покривеност здравственом заштитом за избеглице коју обезбеђује Привремени савезни здравствени програм (ИФХП).  Промене у програмима здравствене заштите избеглица настале су порастом броја хитних служби(ЕР) посете због недостатка здравствене заштите за избеглице. Ово је изазвало забринутост међу грађанима Канаде да ће укупни трошкови здравствене заштите порасти. Према једној студији, смањење ИФХП-а је такође учинило неизвесним финансирање програма који су помогли у плаћању трошкова хитне помоћи.
У јулу 2014, канадски савезни суд је пресудио да је ускраћивање здравствених услуга тражиоцима азила „окрутан и необичан третман“ и стога неуставан.
Једна студија је предложила отворени дијалог између креатора политике, клиничара и истраживача и рад са програмима насеља како би се ефикасно одговорило на изазове са којима се здравствени систем суочава у вези са избеглицама.  Студија напомиње да ће подршка примарној заштити и фокусирање на обуку о друштвеној одговорности у медицинским школама помоћи да се осигура одрживост одговора здравственог система на избеглице.

### Право на здравствене захтеве
Право на здравствене захтеве према одредби о једнакости у члану 15 Повеље имало је ограничен успех. У предмету Елдридге против Британске Колумбије, у контексту обезбеђивања знаковног језика, Врховни суд је утврдио да влада треба да обезбеди да чланови друштва у неповољном положају имају једнак приступ бенефицијама. Суд је приметио да би сваки супротан закључак резултовао „мршавим и осиромашеним погледом... једнакости“. У каснијем случају о пружању услуга аутизма, Аутон против Британске Колумбије, Суд је сузио Елдридге приступ захтевајући да заштићене бенефиције буду „обезбеђене законом“.
Иако је суштински приступ једнакости у одељку 15 имао ограничен успех у отклањању повреда здравствених и других социјалних и економских права угрожених група, Цоллеен Флоод, један од водећих канадских професора здравственог права, тврди да неуспели захтеви могу допринети унапређењу једнакости расветљавањем проблема. и генерисање политичке подршке за њено решавање.

## Здравствено осигурање за избеглице

### Привремени савезни здравствени програм (ИФХП)
У Канади, Привремени савезни здравствени програм (ИФХП) је онај који регулише пружање основне медицинске неге избеглицама и онима који траже признавање наведеног статуса пре него што уживају покрајинску или територијалну здравствену заштиту. Привремени савезни здравствени програм је уведен наредбом Савета савезне владе 1957. године  и регулисан је од стране Одељења за имиграцију, избеглице и држављанство Канаде из 1995. године.
Пре јуна 2012. године, Привремени савезни здравствени програм је избеглицама и тражиоцима азила обезбеђивао минималну медицинску негу, као и као додатна покривеност која је укључивала приступ лековима, стоматологији и нези очију. По овом програму они којима је одбијен статус избеглице задржавали су здравствену заштиту све до оног момента док нису морали да напусте земљу због депортације.

#### Реформа из 2012.
Канадска влада је увела низ измена у априлу 2012. које су ступиле на снагу 30. јуна 2012. године. Нови Привремени савезни здравствени програм раздваја оне којима је потребан азил у три категорије са различитим нивоима здравствене покривености, у зависности од земље порекла особе. Данас постоје три врсте услуга:
- она која нуди већу покривеност здравственом заштитом,
- она која покрива здравствену заштиту и
- она која покрива јавно здравље или здравствено осигурање.

Ако избеглица која затражи здравствену заштиту долази из одређене земље порекла, добиће „веома ограничено” здравствено осигурање.  Неке од провинција су чак донеле одлуку да покрију услуге и лекове које Привремени савезни здравствени програм више не пружа.

### Супротстављени ставови

##### Разлози Владе
Влада је образложила законске измене указујући да су донете како би се обезбедила равноправност избеглица и Канађана; ни да ни у ком случају ови други не би могли да уживају мање здравствене покриће од првих. Тадашњи министар за држављанство и имиграцију Џејсон Кени истакао је великодушност Канаде и квалитет прихватне инфраструктуре у земљи и изјавио да Влада „не жели да Канађани плаћају бенефиције подносиоцима захтева за избеглице који имају више права од самих држављана Канаде“. Износећи сличне аргументе, државни тужилац Нел Тусен упозорила је пред Врховним судом Канаде да би проширењем здравствене заштите за грађане без дискриминације између имиграната и држављана, земља „могла постати уточиште здравствене заштите“.
Влада је такође била за реформу законодавства зарад буџетске контроле. Процењено је да би се тиме уштедело око 100 милиона евра током пет година и тврдило се да би смањење обесхрабрило подносиоце захтева које је Канада привукла због плађене медицинске неге.

##### Јавно мњење
Канадска медицинска асоцијација изјаснила се против реформе из 2012. године.  Исто тако, председници осам главних струковних удружења медицинских сестара, социјалних радника и лекара написали су писмо у којем се противе резовима и захтевају укидање реформе.  Критичари тврде да је различит третман избеглица и тражилаца азила према земљи порекла дискриминаторски. Министарка здравља Онтарија Деб Метјуз позвала је на поништавање уведених промена, наводећи да ће нове мере резултовати здравственом заштитом оријентисаном на одређену класу.

### Међународна федерација здравственог осигурања

#### Начело уставног права: Члан 15 Начела једнакости
Канадска повеља о правима и слободама не укључује изричито право на адекватно здравље, али су га канадски судови индиректно заштитили према члану 15. Повеље о једнаким правима.  У првом одељку овог члана прописано је да су „сви једнаки пред законом и да се закон подједнако односи на све и свако има право на исту заштиту и исту корист од закона, без обзира на било какву дискриминацију, а посебно дискриминацију по основу расе, националном или етничком пореклу, боји коже, вери, полу, старости или менталним или физичким хендикепима“.
Тренутни правни критеријум за тумачење појма једнакости према члану 15 Повеље потиче од Правног друштва Британске Колумбије. Овај критеријум захтева да суд испуни два услова: да закон ствара разлику засновану на аналогним или набројаним основама и да ова разлика производи недостатке одржавањем предрасуда или стереотипа.

#### Тренутни приговор пред судовима
У децембру 2013. године, канадски лекари за збрињавање избеглица (ЦДРЦ ) и Канадско удружење адвоката за избеглице (ЦАРЛ ) поднели су приговор Федералном суду за избеглице у Канади тврдећи да је владино смањење обима здравственог осигурања за избеглице неуставно.  Канадско удружење адвоката за избеглице је то образложило ставом да су и „земља порекла“ и „имигрантски статус“ узроци дискриминације, према одељку 1 члана 15 Канадске повеље о правима и слободама. 

#### Други сукоби са Канадском повељом о правима и слободама
Право на здравље је било предмет судског спора и по другим члановима Канадске повеље о правима и слободама. Тренутни приговор ЦДРЦ- а и ЦАРЛ -а на реформе Привременог савезног здравственог програма заснива се на две додатне одредбе Повеље: 
- праву на живот и безбедност особе, према члану 7;
- право да нека особа не буде подвргнут окрутном и необичном поступању, према члану 12.

## Квалитет здравствене заштите

### Здравље жена
Недавне студије су идентификовале значајне недостатке у покривености здравственом заштитом жена избеглица, посебно у областима трудноће и заштите менталног здравља. Конкретно, показало се да се препреке за приступ здравственој заштити такве финансијске потешкоће укрштају са другим постмиграционим потешкоћама са којима се суочавају жене са мигрантским статусом, као што су лоша социјална мобилност, лош приступ оптималној исхрани и ограничене друштвене мреже. Штавише, жене са статусом мигранта су подложније одбијању неге на основу статуса осигурања, ослањајући се на неформалне мреже волонтера и одређених лекара, стоматолога и апотека.
Диспаритети су даље идентификовани у области перинаталне неге, где се показало да неосигуране жене мигрантице добијају мању укупну покривеност од других осигураних колега, и поред тога што плаћају дијагностичке, лекарске и болничке таксе, што доводи до мање од оптималних исхода тертмана.
Након испитивања проблема менталног здравља сиријских избеглица, посебно случајева мајчинске депресије, установљено је да су узроци ових проблема менталног здравља различити и укључују недостатак социјалне подршке, поред културних и социоекономских фактора.
Такође утврђено је да жене мигрантице и избеглице имају већу вероватноћу да подлегну постпорођајној депресији због додатних стресора миграционог искуства.

### Језичке баријере
Приступ здравственој заштити за избеглице и другу мигрантску популацију поред осталих културних фактор ограничен је и због језичких баријера. Студија из 2012. године показала је да отприлике 60% избеглица није знало енглески или француски језик, што је деловало као препрека приступу одговарајућој здравственој заштити.

### Приватност
Забринутост око приватности је такође значајна, пошто су неке жене изразиле неспремност да користе преводиоце унутар исте, мале етничке заједнице. Међутим, одговарајућа обука тумача може помоћи да се премости јаз између пацијената и здравствених радника, као што је то случај у Британској Колумбији где је Покрајинска здравствена управа обучила тридесет преводилаца у очекивању доласка 3.500 сиријских избеглица 2016. године.

### Ментално здравље
Запажено је да се стабилизација опадања здравља миграната дешава у року од неколико година од доласка у Канаду, што је феномен познат као „ефекат здравих имиграната“, углавном због канадске имиграционе политике и медицинских процена потенцијалних кандидата за имиграцију.
У студији о тамилским и иранским избеглицама у Канади, примећени су случајеви менталних симптома као што су понављајуће ноћне море, емоционална одвојеност, несаница и потешкоће у концентрацији. Такође је примећено да млади који су искусили живот као избеглице показују виши ниво емоционалних проблема и агресивног понашања услед траума из прошлости.
Примећено је и да случајеви трауме након доласка, у виду дискриминације на основу расе или статуса избеглице, имају значајне негативне ефекте на менталне исходе младих.
Студија о политичком насиљу тражиоцима азила притвореним у Канади такође је открила да имиграциони статус након миграције предвиђа развој симптома ПТСП-а скоро једнако снажно као силовање или сексуални напад. Финансијска и правна несигурност такође на сличан начин повећава стопу симптома ПТСП-а.